# Seznam chráněných území v okrese Spišská Nová Ves
Toto je seznam chráněných území v okrese Spišská Nová Ves aktuální k roku 2017, ve kterém jsou uvedena chráněná území v oblasti okresu Spišská Nová Ves.
| Kód  | Obrázek                     | Typ | Název                             | Rozloha (ha) | Galerie Commons                                                  | Popis území | Souřadnice                             |
| ---- | --------------------------- | --- | --------------------------------- | ------------ | ---------------------------------------------------------------- | --- | -------------------------------------- |
| 1228 | Biela jaskyňa               | PP  | Biela jaskyňa                     | x            | Kategorie „Biela jaskyňa (Slovak paradise)“ na Wikimedia Commons | Jeskyně zpřístupněná návštěvníkům za účelem poznávaní přírodních a historických hodnot tohoto přírodního útvaru | 49°10′41″ s. š., 19°35′47″ v. d.       |
| 514  |                             | NPR | Červené skaly                     | 390,5000     |                                                                  | |                                        |
| 551  | Čingovské hradisko          | PR  | Čingovské hradisko                | 44,0200      | Kategorie „Čingovské hradisko“ na Wikimedia Commons              | | 48°56′43″ s. š., 20°29′49″ v. d.       |
| 517  |                             | PR  | Čintky                            | 5,1100       |                                                                  | |                                        |
| 523  | Skalní město na Dreveníku   | NPR | Dreveník                          | 101,8186     | Kategorie „Dreveník“ na Wikimedia Commons                        | | 48°59′3″ s. š., 20°46′21″ v. d.        |
| 529  |                             | PP  | Farská skala                      | 0,5866       |                                                                  | |                                        |
| 531  |                             | NPR | Galmuská tisina                   | 55,9600      |                                                                  | |                                        |
| 547  |                             | NPR | Holý kameň                        | 210,8700     |                                                                  | |                                        |
| 623  |                             | PP  | Hutianske                         | 2,5984       |                                                                  | |                                        |
| 1009 |                             | CHA | Knola                             | 220,0200     |                                                                  | |                                        |
| 584  |                             | PR  | Kocúrová                          | 16,7200      |                                                                  | |                                        |
| 593  | Kyseľ                       | NPR | Kyseľ                             | 949,9700     | Kategorie „Kyseľ“ na Wikimedia Commons                           | | 48°55′51″ s. š., 20°26′33″ v. d.       |
| 693  |                             | PP  | Markušovská transgresia paleogénu | 6,9700       |                                                                  | |                                        |
| 608  | Markušovský hríb            | NPP | Markušovské steny                 | 13,4400      |                                                                  | | 48°54′58″ s. š., 20°38′54″ v. d.       |
| 610  |                             | NPP | Medvedia jaskyňa                  | x            |                                                                  | |                                        |
| 616  |                             | PR  | Modrý vrch                        | 4,4600       |                                                                  | |                                        |
| 1010 |                             | PR  | Muráň                             | 180,6600     |                                                                  | |                                        |
| 630  |                             | PP  | Ostrá hora                        | 29,3240      |                                                                  | |                                        |
| 637  | Piecky-Veľký_vodopád        | NPR | Piecky                            | 244,9300     | Kategorie „Piecky“ na Wikimedia Commons                          | | 48°56′15,54″ s. š., 20°21′43,92″ v. d. |
| 651  | Prielom_hornadu             | NPR | Prielom Hornádu                   | 290,4900     | Kategorie „Prielom Hornádu“ na Wikimedia Commons                 | | 48°57′14″ s. š., 20°25′22″ v. d.       |
| 680  |                             | NPR | Sokol                             | 700,9300     |                                                                  | |                                        |
| 682  | Spišský hrad                | NPP | Spišský hradní vrch               | 24,2064      | Kategorie „Views of Spis Castle“ na Wikimedia Commons            | | 49°0′1,47″ s. š., 20°46′5,81″ v. d.    |
| 688  | Suchá_Belá                  | NPR | Suchá Belá                        | 153,5200     | Kategorie „Suchá Belá“ na Wikimedia Commons                      | | 48°57′2,16″ s. š., 20°23′0,28″ v. d.   |
| 1157 |                             | PP  | Šarkanova diera                   | x            |                                                                  | |                                        |
| 694  | Travertínová kopa Sobotisko | PP  | Travertínová kopa Sobotisko       | 13,3200      |                                                                  | | 48°59′55″ s. š., 20°47′14″ v. d.       |
| 696  |                             | NPR | Tri kopce                         | 246,2300     |                                                                  | |                                        |
| 720  | Zejmarská roklina           | NPR | Zejmarská roklina                 | 72,6500      | Kategorie „Zejmarská roklina“ na Wikimedia Commons               | | 48°52′26″ s. š., 20°23′49″ v. d.       |